# Charles R. Thomas (Politiker, 1827)
Charles Randolph Thomas (* 7. Februar 1827 in Beaufort, North Carolina; † 18. Februar 1891 in New Bern, North Carolina) war ein US-amerikanischer Politiker. Zwischen 1871 und 1875 vertrat er den Bundesstaat North Carolina im US-Repräsentantenhaus.

## Werdegang
Charles Thomas besuchte in Hillsboro eine private Schule und studierte danach bis 1849 an der University of North Carolina in Chapel Hill. Nach einem anschließenden Jurastudium und seiner 1850 erfolgten Zulassung als Rechtsanwalt begann er in Beaufort in diesem Beruf zu arbeiten. Später verlegte er seinen Wohnsitz und seine Kanzlei nach New Bern. Im Jahr 1861 war er Delegierter auf einer Versammlung zur Überarbeitung der Verfassung von North Carolina. Thomas wurde Mitglied der Republikanischen Partei. Im Jahr 1864 wurde er als Secretary of State geschäftsführender Beamter der Staatsregierung. 1867 war er Präsident der Eisenbahngesellschaft Atlantic & North Carolina Railroad. Zwischen 1868 und 1870 amtierte Thomas als Richter am Superior Court.
Bei den Kongresswahlen des Jahres 1870 wurde er im zweiten Wahlbezirk von North Carolina in das US-Repräsentantenhaus in Washington, D.C. gewählt, wo er am 4. März 1871 die Nachfolge von Joseph Dixon antrat. Nach einer Wiederwahl konnte er bis zum 3. März 1875 zwei Legislaturperioden im Kongress absolvieren. Im Jahr 1874 wurde er von seiner Partei nicht mehr zur Wiederwahl nominiert.
Nach seinem Ausscheiden aus dem US-Repräsentantenhaus praktizierte Charles Thomas wieder als Anwalt in New Bern. Dort ist er am 18. Februar 1891 auch verstorben. Er war der Vater des gleichnamigen Charles R. Thomas (1861–1931), der zwischen 1899 und 1911 ebenfalls für den Staat North Carolina im Kongress saß.